# Aeroporto di Calcinate del Pesce
L'Aeroporto di Calcinate del Pesce (codice ICAO: LILC) è una struttura aeroportuale situata sulle rive del Lago di Varese che si dedica principalmente al volo a vela, il volo silenzioso senza motore effettuato in aliante.

## Storia

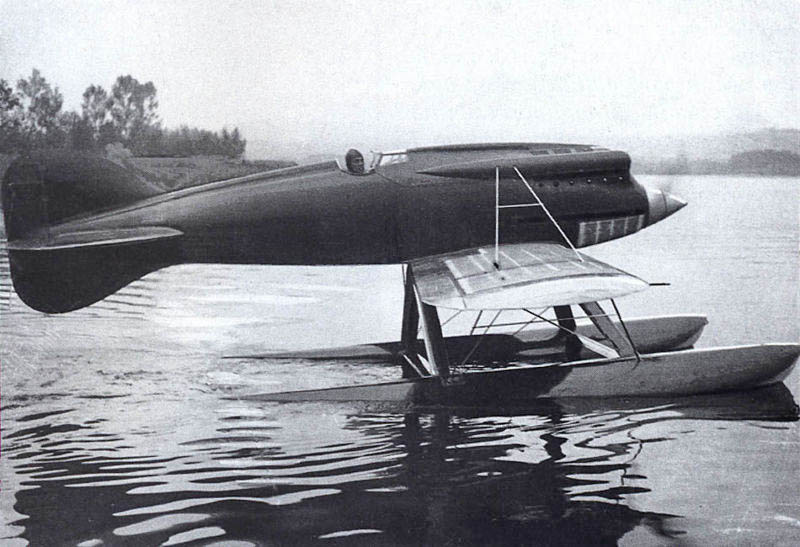
Il vincitore della Coppa Schneider Macchi M.39, all'idroscalo sul lago di Varese.

### Origini
L'idea di un aeroporto per la città di Varese cominciò a manifestarsi in parallelo con le esigenze della Aeronautica Macchi - oggi Aermacchi (azienda). La lunga tradizione costruttiva di idrovolanti e il ruolo di prestigio svolto dalla ditta varesina nella Coppa Schneider (vinta peraltro nel 1926, con il'idrovolante Macchi M.39) fecero sì che come pista naturale fosse utilizzato il Lago di Varese.
Il graduale passaggio alla produzione sia civile, sia militare, di aerei terrestri portò la ditta ad utilizzare un suo spazio a Malpensa (oggi Aeroporto di Milano-Malpensa). Contemporaneamente però le autorità varesine si stavano convincendo che sarebbe stato utile realizzare una pista di volo sia per le esigenze della Macchi, sia per il trasporto di merci e persone per la città di Varese.
Lo studio di un tale ambizioso progetto venne affidato all'Ing. Pedoja che, prendendo in esame l'area lacuale, cercò di individuare una soluzione ponte tra le diverse esigenze, non solo civili e militari, ma anche per il decollo e l'atterraggio su acqua e su pista. Le aree prescelte ricadevano in direzione Capolago e Calcinate (entrambe frazioni del Comune di Varese che si affacciano sul suo lago).
Fu subito evidente che l'area di Capolago era la meno adeguata a causa delle incombenti colline retrostanti. Fu così che ci si orientò per la realizzazione di un impianto a Calcinate del Pesce (VA).

### L'aeroporto di Varese a Calcinate del Pesce
L'aeroporto di Varese è un piccolo campo volo situato 5 chilometri a ovest della città..L'aeroporto non venne mai utilizzato per scopi bellici o civili. Tuttavia, per la sua effettiva realizzazione bisognerà attendere il Luglio 1960, quando si costituì il CSVVA - Centro Studi Volo a Vela Alpino grazie al fondamentale sostegno finanziario e amministrativo dei coniugi Adele e Giorgio Orsi, appassionati piloti di aliante, la cui famiglia ancora oggi ne è garante..
L'anno successivo, il 3 Settembre 1961, Umberto Bertoli e Roger Biagi ne inaugurarono l'attività di volo atterrandovi per la prima volta. L'aeroporto venne inaugurato ufficialmente il 25 marzo 1962 e dedicato a chi l'aveva progettato e costruito, l'ing. Paolo Contri, deceduto pochi mesi prima. Oggi l'aeroporto è denominato "Aeroporto Adele e Giorgio Orsi" in ricordo di chi lo ha fortemente voluto e finanziato.
L'attività di volo proseguì l'anno successivo con la costituzione dell'AVAL (Aeroclub Volovelistico Alta Lombardia) e poi, dal 1998, con ACAO (Aero Club Adele Orsi).
Nel 2011, in occasione del 50º anniversario dell'aeroporto, fu sede dei Campionati Mondiali di Volo a Vela - FAI Sailplane Grand Prix, classe 18m.
Nel 2017, il club disponeva di una flotta di 19 velivoli, di cui 11 alianti, 2 motoalianti e 6 aerei a motore. E contava il maggior numero di volovelisti iscritti in Italia ed ospita annualmente i campionati a livello nazionale dello sport.
Dal 28 maggio al 5 giugno 
L'aeroporto è inoltre sede dal 1979 dell'organizzazione Elilombarda, specializzata nelle attività di elisoccorso.

## La pista
L'aeroporto di Calcinate dispone di una pista in erba lunga circa 600 metri e larga 50, utilizzata principalmente per l'atterraggio degli alianti.
La struttura è inoltre dotata di una striscia d'asfalto parallela alla pista in erba utilizzata principalmente per i decolli lunga circa 450 metri.

## Contestazioni
Da alcuni anni l'aeroporto è contestato da parte di alcuni abitanti della zona, che lamentano il forte inquinamento acustico e la mancanza di supporto da parte delle autorità locali.